# Čakovec
Čakovec [ˈtʃǎkɔʋɛts] (deutsch Csakathurn oder Tschakathurn, ungarisch Csáktornya) ist eine Stadt im Norden Kroatiens. Sie ist Verwaltungssitz der Gespanschaft Međimurje.

## Lage
Čakovec ist die größte Stadt der Region Međimurje, die zwischen den Flüssen Mur und Drau für ihre Weinberge, Landwirtschaft und zahlreiche Jagdgebiete bekannt ist. In unmittelbarer Nachbarschaft liegt Varaždin, die Hauptstadt des Hrvatsko Zagorje

## Bevölkerung
Nach der Volksbefragung von 2011 zählt die Stadt zusammen mit den Vororten 27.104 Einwohner, die Stadt selbst zählt 15.147 Einwohner. Die größte Volksgruppe sind Kroaten. Größte nationale Minderheiten sind die Roma, Serben und Slowenen.

## Verkehr
Die erste Bahnstrecke wurde 1860 fertiggestellt. Sie verband Budapest mit den Häfen in Rijeka und Triest. Čakovec ist durch eine Bahnstrecke mit den Orten Mursko Središće und Lendava (Slowenien) verbunden (1889). Die Straßen-Infrastruktur ist gut. Hierzu zählt auch die Autobahn A4, welche den ungarisch-kroatischen Grenzübergang Goričan mit der Hauptstadt Zagreb, Karlovac und dem adriatischen Meer verbindet.

## Geschichte

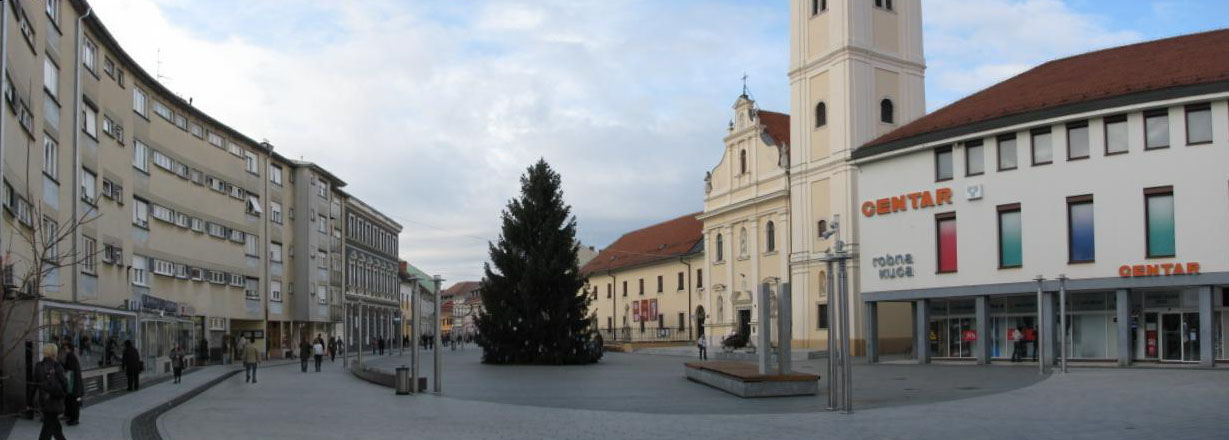
Stadtmitte

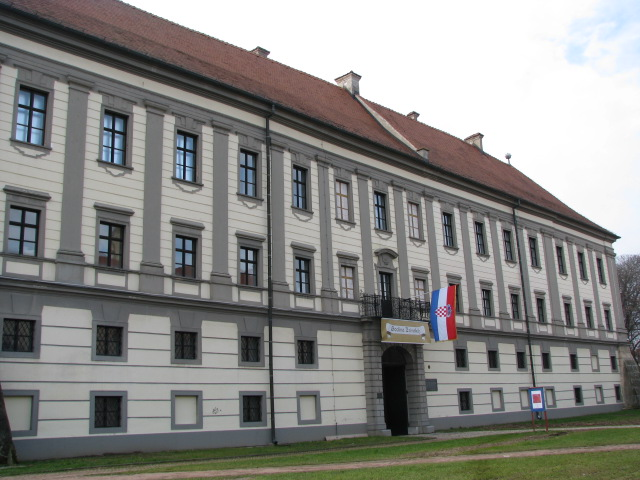
Stadtmuseum Čakovec

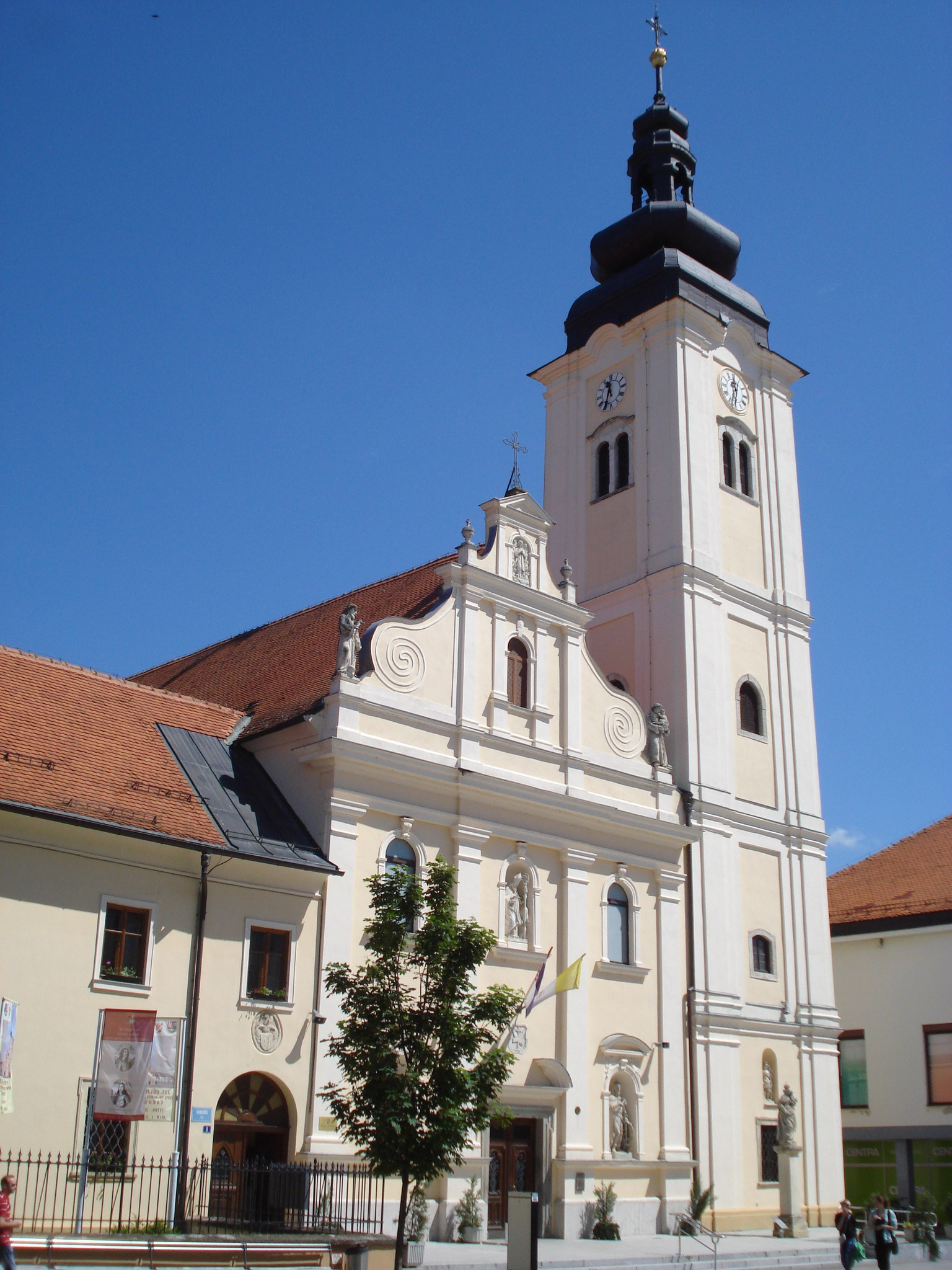
Franziskanerkloster

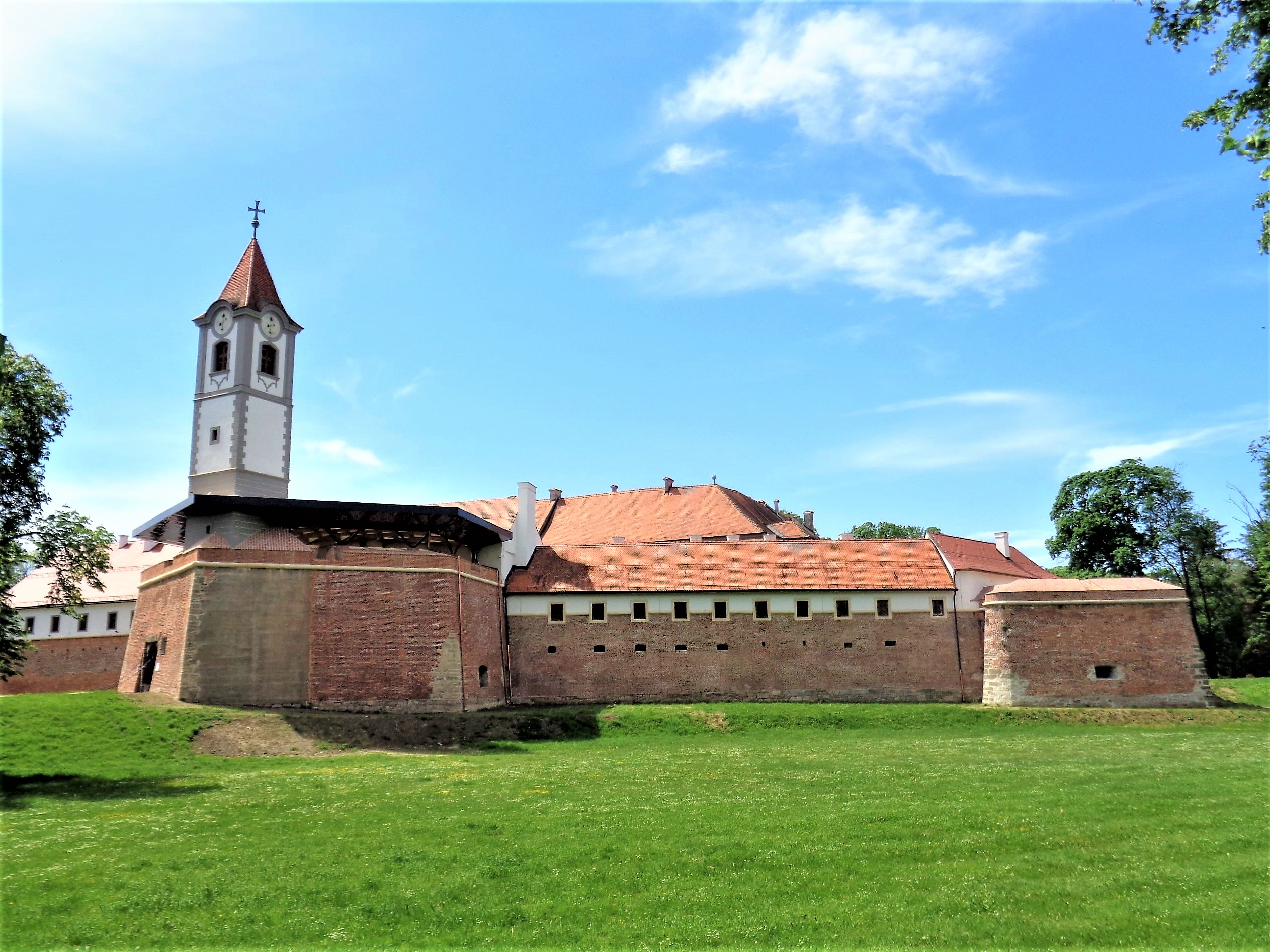
Zrinski-Burg von Čakovec

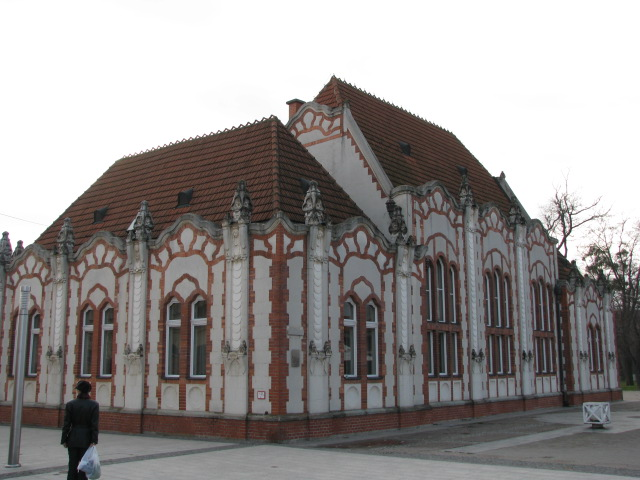
Trgovački kasino (Handelskasino)

Zu Zeiten des alten römischen Reiches befand sich laut Strabo, der im 1. Jahrhundert n. Chr. berichtet, auf dem heutigen Gebiet von Čakovec die Ortschaft Aquama (nasse Stadt), ein Militärvorposten und Legionärslager.
Der Name der Stadt rührt vom Grafen Demeter Csáky her, der Anfang des 13. Jahrhunderts eine Niederungsburg errichten ließ, welche später auch Csákys Turm (kroat. Čakov toranj) genannt wurde. Sie wurde 1328 erstmals erwähnt. In amtlichen Dokumenten findet man die Ortschaft seit 1333.

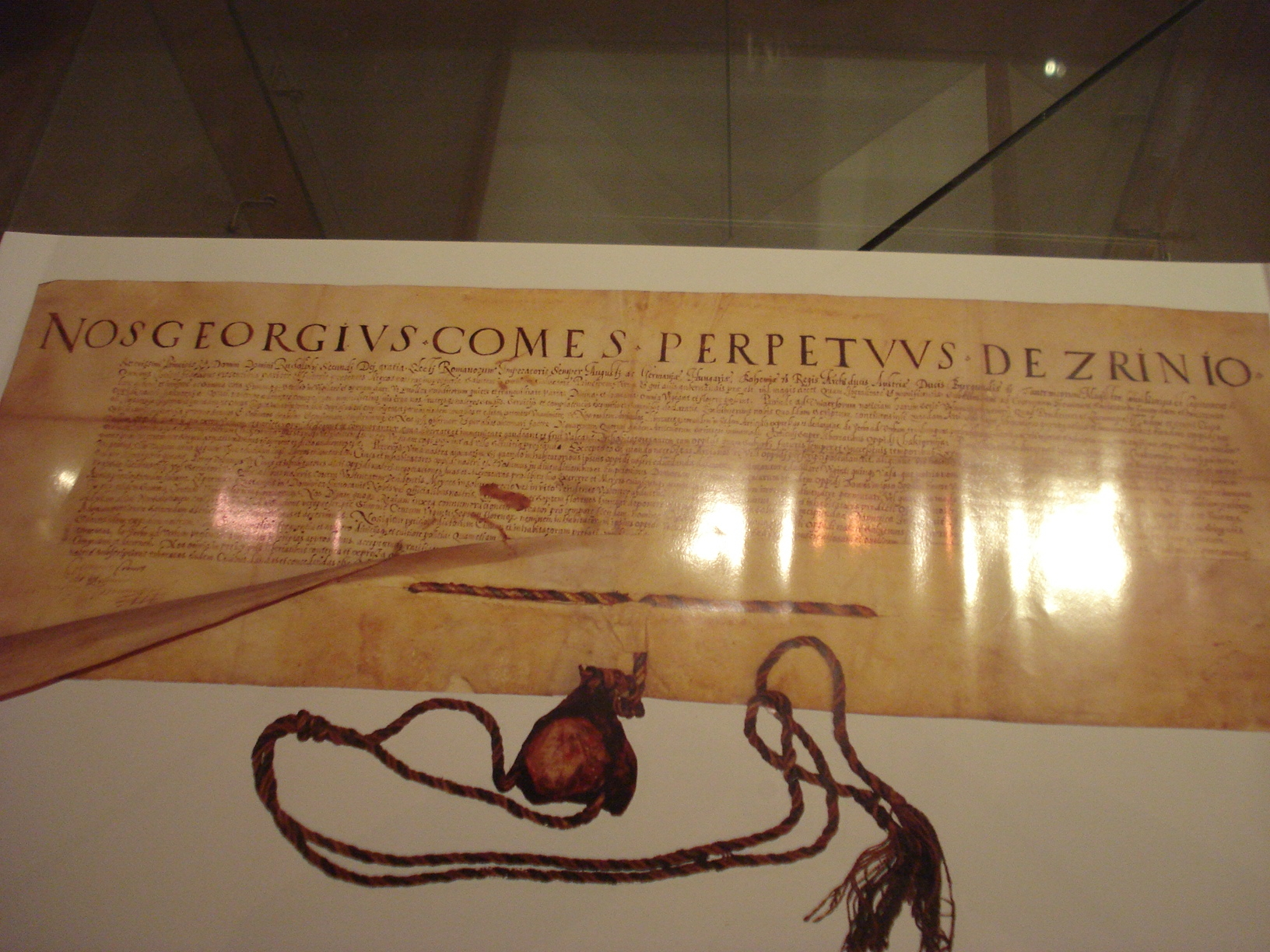
Charta der Privilegien von Juraj IV. Zrinski ausgestellt am 29. Mai 1579

Eine bedeutsamere wirtschaftliche und kulturelle Blüte der Stadt Čakovec begann 1547, als Nikola Šubić Zrinski (ung. Miklos Zrínyi) von Siget zum Besitzer dieses Gebietes wurde. Zu dieser Zeit war die Zrinski-Burg reich geschmückt und von einem Park mit Skulpturen namhafter Feldherren und Herrscher umgeben. Der Feldherr Juraj IV. Zrinski verlieh am 29. Mai 1579 den Bewohnern der Čakovecer Festung und der umgebenden Siedlungen Privilegien, was den Beginn der Umwandlung der Stadt Čakovec in eine freie Handelsstadt bedeutete. Dieses Datum ist zugleich Zeitpunkt des jährlich stattfindenden Stadtfestes.
Bis zum 18. Jahrhundert entwickelte sich neben der Festung, die sich heute im Stadtkern von Čakovec befindet, eine Siedlung aus Holzbauten. 1738 wurde die Stadt durch ein Erdbeben zerstört. 1741 folgte ein Großbrand. Ein erneutes Erdbeben traf die Stadt 1880. Ende des 18. Jahrhunderts werden die Grafen Feštetić (ung. Festetics) zu Besitzern der Stadt, die in einen Großbesitz umgewandelt wurde, in dem sich die Industrie, das Gewerbe und der Handel entwickelten. 1848 befreite Banus Josip Jelačić Čakovec von den Ungarn und schloss sie an Kroatien an. 1893 wurde erstmals elektrischer Strom in die Stadt eingeführt. Von 1941 bis 1945 befand sich die Stadt unter ungarischer Besetzung. 1945 wurde sie durch die sowjetische Rote Armee befreit.

## Heute
Čakovec ist das Wirtschafts-, Verkehrs-, Kultur- und Verwaltungszentrum der Gespanschaft Međimurje. In Čakovec befinden sich ein Gymnasium, eine technische Mittelschule, eine Mittelschule für Bauwesen sowie eine höhere Schule für Lehrerausbildung.

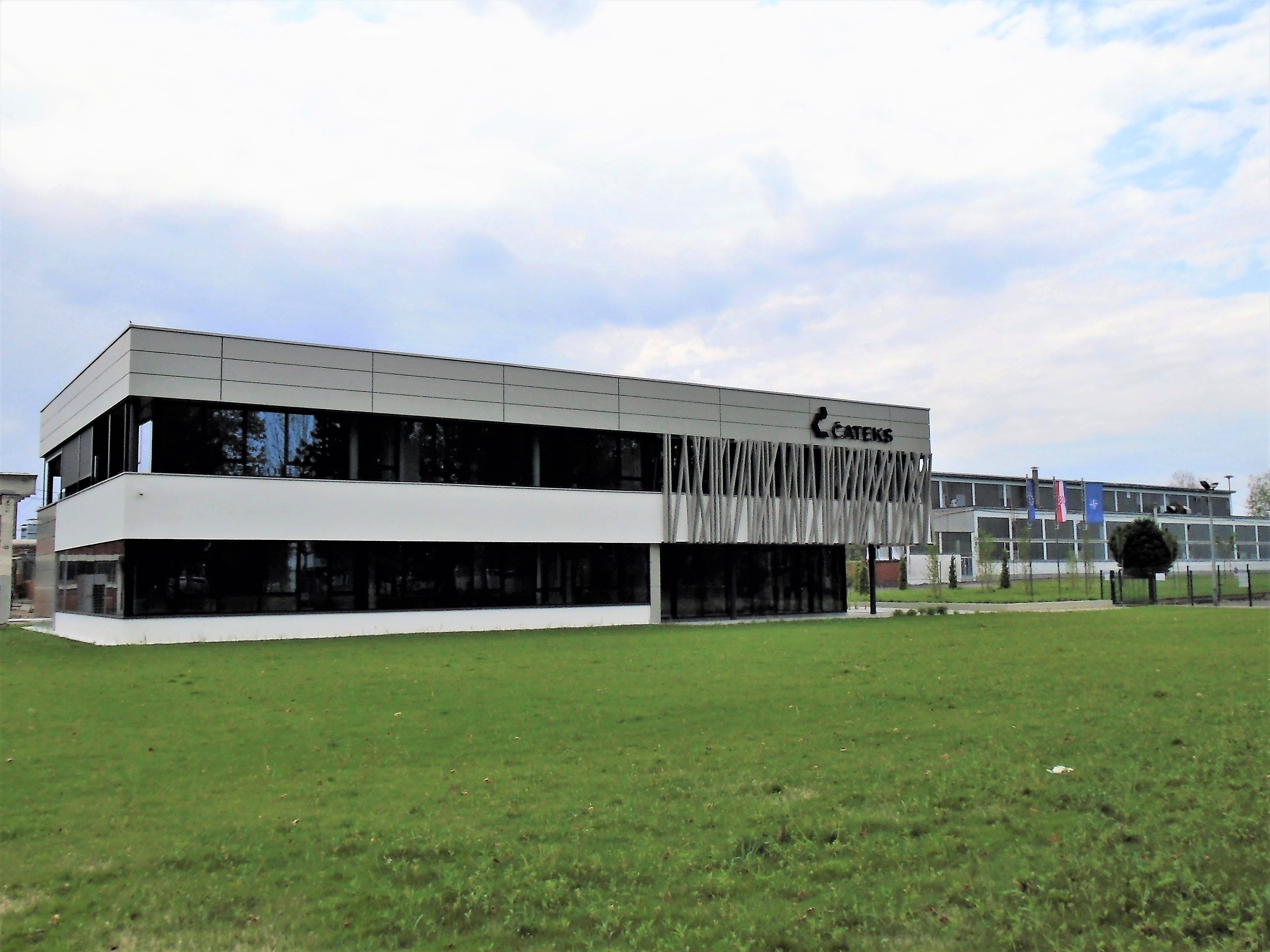
Čateks, eine Web- und Polytexfabrik

Die Wirtschaft der Region stützt sich auf die textile Industrie (Čateks, Međimurska Trikotaža), die Schuhindustrie (Jelen), Nahrungsmittelherstellung (Vajda, Čakovečki mlinovi) und metallverarbeitende Betriebe. Von Bedeutung ist auch die herausgeberische Tätigkeit des Unternehmens Zrinski.
Auch wenn Čakovec eine Stadt der modernen Architektur ist, eine dynamische Stadt mit einer hochentwickelten Industrie darstellt und Zentrum von Kommunikation, Fertigung, Handel und der Bildung innerhalb und zwischen den Gespanschaften ist, so ist deren alter Kern doch gut erhalten und erneuert. Das lokale Museum von Međimurje innerhalb der Festung ist Aufbewahrungsort von 17.000 wertvollen Exponaten. Čakovec hat außerdem eine Bibliothek, ein Theater, Krankenhaus, zahlreiche Handelszentren, die in den letzten Jahren errichtet wurden und ein Sport- und Erholungszentrum, das ein Stadion, das 1999 eröffnete Bad und eine 2003 renovierte Sporthalle umfasst. Diese Halle diente im selben Jahr als einer der Austragungsorte der Damen-Handball-Weltmeisterschaft.
Besonders im Sommer ist Čakovec Veranstaltungsort zahlreicher kultureller Ereignisse. In den ersten Augusttagen findet im Zentrum der Stadt traditionellerweise ein Markt statt. Seit 2002 wird im Mai regelmäßig eine jährlich stattfindende Automobilmesse auf dem Gelände des städtischen Sport- und Erholungszentrums abgehalten.

## Berühmte Bewohner von Čakovec
- Lidija Bajuk (* 1965) – Musikerin
- Lujo Bezeredi – Skulpteur
- Srećko Bogdan (* 1957) – Fußballspieler und -trainer
- Milan Branović – Tennisspieler
- Dragutin Feletar – Historiker, Geograph und Schriftsteller
- Alexander Gayer (1849–unbekannt) – österreichischer Unternehmer und Radsporttrainer
- Sunčana Glavak (* 1968) – Journalistin und Politikerin
- Nikola Grahovac (* 1998) – Handballspieler
- Joža Horvat – Abenteurer und Schriftsteller
- Robert Jarni (* 1968) – Fußballspieler
- Željko Knapić (* 1954) – Leichtathlet
- Ladislav Kralj-Međimurec – Künstler, Aquarellist
- Rudolf Kristofics-Binder (1896–1969) – Kaufmann und Politiker
- Dražen Ladić (* 1963) – Fußballspieler
- Ladislav Legenstein (* 1926) – Tennisspieler
- Ivana Lisjak (* 1987) – Tennisspielerin
- Ivan Novak – Historiker und Politiker
- Evelin Novak (* 1985) – Opernsängerin
- Nikola Pavić – Dichter
- Fortunat Pintarić – Musiker
- Nikola Pokrivač (1985–2025), Fußballspieler
- Ruža Pospiš-Baldani (* 1942), Opernsängerin
- Franjo Punčec (1913–1985), Tennisspieler
- Dino Škvorc (* 1990), Fußballspieler
- Josip Štimec senior – Schachweltmeister und Winzer
- Josip Štolcer-Slavenski (1896–1955), Komponist
- Miljenko Turk – Opernsänger
- Filip Ude (* 1986), Turner
- Drago Vabec – Fußballspieler
- Nikolina Kragulj (* 1997), Handballspielerin
- Eduard Žalar (* 1975), Fitnessmanager und Bahnradsportler
- Juraj IV. Zrinski (1549–1603), Soldat, Politiker und Mäzen
- Juraj (V.) Zrinski (1599–1626), Soldat und Politiker
- Nikola Šubić Zrinski (1508 oder 1518–1566), Soldat und Politiker
- Nikola Zrinski (1620–1664), Soldat, Politiker, Dichter und Philosoph
- Petar Zrinski (1621–1671), Soldat, Politiker und Dichter
- Vinko Žganec (1890–1976), Folklorist
- Ivana Žnidarić – Miss Kroatien 2006
- Lovro Zvonarek (* 2005), Fußballspieler

## Partnerstädte
- Nagykanizsa, (Ungarn)
- Schramberg, (Deutschland)